# 南港舊庄
南港舊庄，又寫為南港舊莊，簡稱舊庄、舊莊，原稱南港仔庄，是臺北市的一個地名，位於今南港區東部偏中，範圍為中研里、舊莊里西北部，也是中央研究院的所在地。

## 歷史
台灣清治末期至日治前期，該地區為一街庄，稱為「南港舊庄」，隸屬於大加蚋堡。該庄東北隔大坑溪與橫科庄為鄰，東南與南港大坑庄為鄰，南邊為土庫庄，西南邊為山豬窟庄、四份仔庄，西北邊為三重埔庄。
1901年（日治明治三十四年）11月，該庄隸屬於臺北廳，編為第八區。1906年（明治三十九年）1月，第七、八兩區合併，並改名「南港區」。1920年（大正九年）南港舊庄改制為「南港舊」大字，隸屬於臺北州七星郡內湖庄。
戰後內湖庄改制為內湖鄉，隸屬於臺北縣，大字亦改制為村。1946年7月，南港、內湖分治，南港舊庄地區改隸屬於「南港鎮」，村亦改制為里。1968年7月臺北市改制為院轄市，南港鎮併入成為南港區。1990年3月，臺北市各區重劃，該地區仍屬於南港區。

## 交通
縣道109號（研究院路二段、舊莊街一段、南深路）縱向貫穿南港舊庄地區東部，是南港通往深坑的主要道路。國道3號雖經過本地區中部，但在境內未設交流道，僅在緊臨的山豬窟南深路設有北向出口匝道。
研究院路舊稱皆為舊莊街，因中央研究院設立於南港，臺北縣南港鎮公所將舊莊街拓寬、改名研究院路一至四段，原舊莊街末端巷道改名舊莊街。於中南街並設有台車站。

## 學校
- 舊莊國小
- 胡適國小

## 研究機構
- 中央研究院

## 公園
- 舊莊公園
- 胡適公園
- 中研公園

## 廟宇
- 舊莊福德宮
- 南港信天宮

## 民俗文化
- 農曆三月二十日舊莊地區聯合恭迎天上聖母遶境